# 8A busz (Budapest)
A budapesti 8A jelzésű autóbusz a 4-es metró átadása után a Gazdagréti lakótelep és a Keleti pályaudvar között közlekedett a kora reggeli és késő esti órákban. Ezen időszakokon kívül a 8-as busz járt a Gazdagréti lakótelep és a Bosnyák tér között. A vonalat a Budapesti Közlekedési Zrt. üzemeltette.

## Története
1943. december 31-én 8A jelzéssel betétjárat indult a Curia utca és a Gömbös Gyula út (ma: Alkotás utca) között. 1944 decemberében Budapest ostroma miatt a 8A autóbuszjárat megszűnt. Az 1955. július 11-től az újonnan induló 8A busz pesti végállomása a Március 15. tér, míg a budai a Farkasréti temető lett. 1964. november 21-étől az újonnan átadott Erzsébet hídon át közlekedett. 1973. szeptember 3-án a 8A busz megszűnt, helyette elindult a 108-as jelzésű gyorsjárat azonos útvonalon.
1983. február 28-án a 8-as (korábban 108-as) busz megszűnt, pótlására március 1-jén újraindult a 8A busz a korábbi vonalán. 1990 októberében a 8A útvonala a Gazdagréti lakótelepig hosszabbodott. 1993. október 1-jétől a Gazdagréti téri autóbusz-végállomásról a Gazdagréti út – Rétköz utca útvonalon körüljárta a lakótelepet, majd tovább közlekedett a Március 15. térig. 1994-ben a mindenszentekkor betétjárat indult 8B jelzéssel a Március 15. tér és Farkasrét, Rácz Aladár út között. 1995. augusztus 1-jén a 8-as és a 8A buszt összevonták, az új járat 8-as jelzést kapott, az Irhás árokhoz való betérés megszűnt és az új 8-as már csak a Gazdagréti térig közlekedett. Ettől az évtől a temetői betétjárat az ekkora már szabaddá vált 8A jelzést viselte 2001. évi megszűnéséig.
Az M4-es metró 2014-es átadásához kapcsolódóan átalakult a felszíni járatok közlekedése, ezért március 29-én – az Uránia buszvégállomás megszűnésével párhuzamosan – a 8-as busz útvonala a Bosnyák térig hosszabbodott, mellette 8A jelzéssel betétjárat is indult a Gazdagréti tér és a Keleti pályaudvar között. A kezdeti időszak visszajelzéseit alapul véve október 4-én a 8-as, 8A és 108-as busz összevonásra került, az új, Kelenföld vasútállomás – Gazdagrét – Keleti pályaudvar útvonalon indított viszonylat 8-as számjelzéssel közlekedett tovább.

## Útvonala
| Keleti pályaudvar felé | Gazdagréti tér felé |
| --- | --- |
| Gazdagréti tér vá. – Gazdagréti út – Törökbálinti út – Érdi út – Németvölgyi út – Hegyalja út – Erzsébet híd – Szabad sajtó út – Ferenciek tere – Kossuth Lajos utca – Rákóczi út – Kerepesi út – Thököly út – Keleti pályaudvar M vá. | Keleti pályaudvar M vá. – Thököly út– Rákóczi út – Kossuth Lajos utca – Ferenciek tere – Szabad sajtó út – Erzsébet híd – Hegyalja út – Németvölgyi út – Érdi út – Törökbálinti út – Gazdagréti út – Gazdagréti tér vá. |

## Megállóhelyei
A 2014-es átszállási kapcsolatok között a 8-as busz nincsen feltüntetve, mivel a 8A busz üzemidején kívül közlekedett.
| 8A (Március 15. tér – Gazdagréti lakótelep) | 8A (Március 15. tér – Gazdagréti lakótelep) | 8A (Március 15. tér – Gazdagréti lakótelep)                                     | 8A (Március 15. tér – Gazdagréti lakótelep) | 8A (Március 15. tér – Gazdagréti lakótelep) | 8A (Március 15. tér – Gazdagréti lakótelep) | 8A (Március 15. tér – Gazdagréti lakótelep)                                                                                        | 8A (Március 15. tér – Gazdagréti lakótelep) |
| 8A (Keleti pályaudvar M – Gazdagréti tér)   | 8A (Keleti pályaudvar M – Gazdagréti tér)   | 8A (Keleti pályaudvar M – Gazdagréti tér)                                       | 8A (Keleti pályaudvar M – Gazdagréti tér)   | 8A (Keleti pályaudvar M – Gazdagréti tér)   | 8A (Keleti pályaudvar M – Gazdagréti tér)   | 8A (Keleti pályaudvar M – Gazdagréti tér)                                                                                          | 8A (Keleti pályaudvar M – Gazdagréti tér)   |
| Perc (↓)                                    | Perc (↓)                                    | Megállóhely                                                                     | Perc (↑)                                    | Perc (↑)                                    | Átszállási kapcsolatok                      | Átszállási kapcsolatok |                                             |
| 1995                                        | 2014                                        | Megállóhely                                                                     | 1995                                        | 2014                                        | a járat 1995-ös megszűnésekor               | a járat 2014-es megszűnésekor |                                             |
| ------------------------------------------- | ------------------------------------------- | ------------------------------------------------------------------------------- | ------------------------------------------- | ------------------------------------------- | ------------------------------------------- | --- | ------------------------------------------- |
| ∫                                           | 0                                           | Keleti pályaudvar M végállomás (2014)                                           | ∫                                           | 31                                          | Nem érintette                               | 178 |                                             |
| ∫                                           | 1                                           | Keleti pályaudvar M                                                             | ∫                                           | 30                                          | Nem érintette                               | 5, 7, 7E, 20E, 30, 30A, 107, 112, 178 24 76, 78, 80 Budapest–Újszász–Szolnok, Budapest–Hatvan, IC, EC, EN, sebesvonat, gyorsvonat, |                                             |
| ∫                                           | 2                                           | Huszár utca                                                                     | ∫                                           | 29                                          | Nem érintette                               | 5, 7, 112, 178 76 |                                             |
| ∫                                           | 4                                           | Blaha Lujza tér M                                                               | ∫                                           | 27                                          | Nem érintette                               | 5, 7, 7E, 99, 107, 112, 178 4, 6, 28, 37, 37A, 62 74                                                                               |                                             |
| ∫                                           | 6                                           | Uránia                                                                          | ∫                                           | 26                                          | Nem érintette                               | 5, 7, 112, 178 |                                             |
| ∫                                           | 7                                           | Astoria M                                                                       | ∫                                           | 24                                          | Nem érintette                               | 5, 7, 9, 107, 112, 178 47, 49 74                                                                                                   |                                             |
| ∫                                           | 9                                           | Ferenciek tere M                                                                | ∫                                           | 22                                          | Nem érintette                               | 5, 7, 15, 107, 112, 178 |                                             |
| 0                                           | 9                                           | Március 15. tér végállomás (1983–1995)                                          | 31                                          | 21                                          | 2, 5, 7, 7A, 7, 8, 15, 112, 173 2           | 15, 112 2 |                                             |
| 2                                           | 11                                          | Döbrentei tér (1995-ben Erzsébet híd, budai hídfő (↓) / Döbrentei tér (↑))      | 29                                          | 19                                          | 5, 8, 78, 86, 112 18, 19                    | 5, 86, 112, 178 18, 19, 41 |                                             |
| 5                                           | 14                                          | Sánc utca (1995-ben Czakó utca (↓) / Sánc utca (↑))                             | 27                                          | 17                                          | 8, 78, 112, 127                             | 27, 112, 178 |                                             |
| 6                                           | 15                                          | Mészáros utca (1995-ben Mészáros utca (↓) / Avar utca (↑))                      | 26                                          | 16                                          | 8, 112                                      | 112 |                                             |
| ∫                                           | ∫                                           | BAH-csomópont (1995-ben Budaörsi út)                                            | 25                                          | 15                                          | 8, 12, 40, 112, 139, 139 61                 | 112, 139, 212 61 |                                             |
| 9                                           | 18                                          | BAH-csomópont (1995-ben Alkotás utca (↓) / Jagelló út (↑))                      | 24                                          | 14                                          | 8, 12, 40, 112, 139, 139 61                 | 112, 139, 212 61 |                                             |
| 10                                          | 19                                          | Zólyomi út                                                                      | 23                                          | 13                                          | 8                                           | |                                             |
| 11                                          | 20                                          | Breznó lépcső                                                                   | 22                                          | 12                                          | 8                                           | |                                             |
| 12                                          | 20                                          | Sion lépcső (1995-ben Vas Gereben utca (↓) / Sion lépcső (↑))                   | 21                                          | 11                                          | 8                                           | |                                             |
| 13                                          | 21                                          | Korompai utca                                                                   | 20                                          | 10                                          | 8                                           | |                                             |
| 14                                          | 22                                          | Hegytető utca (1995-ben Lejtő út (↓) / Meredek utca (↑))                        | 19                                          | 9                                           | 8                                           | |                                             |
| 15                                          | 23                                          | Farkasréti temető (1995-ben Farkasréti temető, főbejárat (↓) / Hegyalja út (↑)) | 18                                          | 8                                           | 8 59                                        | 59, 59A |                                             |
| 16                                          | 24                                          | Süveg utca (1995-ben Érdi út (↓) / Süveg utca (↑))                              | 17                                          | 7                                           | 8 59                                        | 59, 59A |                                             |
| 17                                          | 25                                          | Márton Áron tér (1995-ben Farkasréti tér (↑))                                   | 16                                          | 6                                           | 8, 53 59                                    | 53 59, 59A |                                             |
| 18                                          | 26                                          | Eper utca (1995-ben Edvi Illés utca (↓) / Eper utca (↑))                        | 14                                          | 4                                           | 8                                           | |                                             |
| 19                                          | 27                                          | Oltvány köz (1995-ben Oltvány köz (↓) / Oltvány utca (↑))                       | 13                                          | 3                                           | 8                                           | |                                             |
| 20                                          | 28                                          | Irhás árok (1995-ben Irhás árok (↓) / Törökbálinti út (↑))                      | 12                                          | 2                                           | 8                                           | |                                             |
| ∫                                           | 29                                          | Baradla utca                                                                    | ∫                                           | 1                                           | Nem érintette                               | |                                             |
| ∫                                           | ∫                                           | Tűzkő utca                                                                      | 10                                          | ∫                                           | 139, 139                                    | Nem érintette |                                             |
| ∫                                           | ∫                                           | Torbágy utca                                                                    | 9                                           | ∫                                           | 139, 139                                    | Nem érintette |                                             |
| ∫                                           | ∫                                           | Törökugrató utca                                                                | 8                                           | ∫                                           | 139, 139                                    | Nem érintette |                                             |
| ∫                                           | ∫                                           | Regős köz                                                                       | 7                                           | ∫                                           | 139, 139                                    | Nem érintette |                                             |
| ∫                                           | ∫                                           | Nagyszeben tér                                                                  | 6                                           | ∫                                           | 139, 139                                    | Nem érintette |                                             |
| ∫                                           | ∫                                           | Regős utca                                                                      | 5                                           | ∫                                           | 153                                         | Nem érintette |                                             |
| ∫                                           | ∫                                           | Törökugrató utca                                                                | 4                                           | ∫                                           | 153                                         | Nem érintette |                                             |
| ∫                                           | ∫                                           | Torbágy utca                                                                    | 3                                           | ∫                                           | 153                                         | Nem érintette |                                             |
| ∫                                           | ∫                                           | Csikihegyek utca                                                                | 2                                           | ∫                                           | 153                                         | Nem érintette |                                             |
| ∫                                           | ∫                                           | Tűzkő utca                                                                      | 1                                           | ∫                                           | 153                                         | Nem érintette |                                             |
| 21                                          | 30                                          | Gazdagréti tér (1995-ben Gazdagréti lakótelep) végállomás (1983–1995, 2014)     | 0                                           | 0                                           | 139, 139, 153                               | 108, 139, 153, 153A, 154 |                                             |